# Наурызбай-батыр
Наурызбай-батыр (каз. Наурызбай Құттымбетұлы, 1706—1781) — один из казахских полководцев из рода Шапырашты входящий в состав старшего жуза. Сражался против джунгарских захватчиков в XVIII веке. Был одним из трех главнокомандующих войск Абылай-хана, величайшим батыром казахов (наряду с Кабанбаем и Богенбаем).

## Биография
Родился в 1706 году на территории Алматинской области, окрестности г. Алматы. Когда джунгары нападали на казахские земли, Наурызбаю было 17 лет. Он с раннего возраста вместе с братьями участвовал в перекочевках, переселениях и в различных походах. Пройдя через трудности войны, Наурызбай стал заметной личностью. Он был высокого роста и крупного телосложения. Обратив на это внимание, его отец, вырастил двух жеребят. Со временем, они прослужили батыру 18 лет.
В 1729 году Наурызбай командовал войсками Шапыраштинцев в Аныракайском сражении, где казахам удалось одержать победу над джунгарскими войсками . В этой войне он потерял всех своих братьев.
Спустя небольшое время, Шамал-хан и его военачальник Каскелен начали готовить новое нападение.
Казыбек-батыр из рода Шапырашты, решает выставить против Каскелена и Шамал-хана одного из своих батыров. Кто сразиться с ними, тот и должен был стать командующим войсками Старшего жуза. В итоге выбирают Наурызбая. Он собирает все своё войско и направляется к врагам.
Узнав об этом, Шамал выставил своих лучших воинов: Кангыра, Домбайла, и Боралдая. Но больше всего он питает надежду к Каскелену, так как он рос среди казахов и хорошо знал их слабые места.
Во время битвы, Наурызбай насквозь пробивает Каскелена своим копьем и одерживает победу.
После этого, Наурызбай-батыр, прославившись как великий полководец, получает имя Шапырашты Наурызбай и становится командующим тумена.
Осенью они вновь начинают сражение. В первом поединке батыры Мамбет, Шойбек, Сенкибай одерживают победу над Мандабаром, Кангыром и Домбаилом. А сам Наурызбай побеждает Шамал-хана.
С этого момента, место где прошло сражение, начали называть Майданом.
Эти битвы были первыми сражениями в жизни батыра.
В дальнейшем, Наурызбай до 70 лет, принимал участие в сражениях. Он был одним из главных до тех пор, пока казахские земли полностью не освободились от джунгарских завоевателей. С 1748 по 1753 годы вместе с Малай, Каскары и Малайсары-батырами, освобождал земли на территории Жетысу и Восточного Казахстана. После войны занимался размещением казахских родов на освободившихся территориях. Был мудрым правителем и в мирное время, благодаря чему пользовался авторитетом у народа.

### По воспоминаниям Карла Миллера
Посол Российской империи Карл Миллер, отправленный на переговоры с Галдан Цэрэнем, записал в своем дневнике один момент из жизни батыра.
В сентябре 1742 года Карл Миллер прибыл в аул батыра Отемиса с группой, которую возглавлял Ералы (сын Абулхайр-хана) и джунгарские посланники Бурун и Кашка.
16 сентября посол вместе с этой группой, остановился в ауле Наурызбая. Наурызбай решил подробнее разузнать о Миллере, откуда он, кто его сопровождает и с какой целью прибыл в их края. Миллер был отправлен в Оренбург, чтобы забрать у генерала Неплюева письмо Галдану Цэрэну, в котором был текст—предупреждение о прекращении боевых действий против казахов. Наурызбай попросил письмо у Миллера для того, чтобы узнать содержимое письма, но Миллер отказал батыру, так как письмо было запечатано.
Тогда батыр ответил:
Поверить твоему слову или письму твоего правителя? Неподтвержденному слову, как непрочитанному письму, разве можно поверить?

### Окончание жизни
Похоронен в Алматинской области, на горе Козыбасы. В 2003 году там был установлен памятный камень.
Потомки Наурызбая живут ныне в городе Алматы, а также Илийском, Жамбылском, и Каскеленском районах Алматинской области.

## Память
На сегодняшний день Наурызбай-батыра, хорошо помнят в народе. Его героическую личность воспевали Джамбул Джабаев, Бухар Жырау и другие известные акыны.
- В честь Наурызбай-батыра назван один из районов Алма-Аты[4][5].
- 16 сентября 2006 года в городе Каскелене в честь 300 летия батыра с участием президента Казахстана Нурсултана Назарбаева был установлен памятник Наурызбай-батыру[6][7].
- Одна из улиц Алма-Аты, названа в честь Наурызбай-батыра[1].